# Grötlingboholme
Grötlingboholme är ett naturreservat som omfattar ön med samma namn och kringliggande vatten och småöar i Grötlingbo socken i Region Gotland på Gotland.
Området är naturskyddat sedan 1973 och är 220 hektar stort. Reservatet består av strandängar. 